# 科斯特罗马河 (萨哈林州)
科斯特罗马河（俄语：Река Кострома）或列丹川（日语：／）是萨哈林州的河流，长51公里，流域面积258平方公里，向西流注入鞑靼海峡。

## 引用
1. ↑  М·Г·瓦西科夫斯基. . 列宁格勒: 气象出版社. 1973 （俄语）.
2. ↑  . 国家水登记处.   [2023-12-10]. （原始内容存档于2023-12-10） （俄语）.